# Robert Spencer
Robert Bruce Spencer (1962) es un escritor estadounidense y autor de artículos y libros sobre el Islam y el terrorismo islámico. Ha publicado nueve libros, entre ellos dos best-sellers del New York Times y es un colaborador habitual de la revista David Horowitz FrontPage. Es el creador de Jihad Watch, un blog que tiene como objetivo atraer la atención pública sobre lo que describe como "el esfuerzo concertado de los jihadistas islámicos... para destruir [las sociedades no musulmanas] y llevar a la fuerza en el mundo islámico".
Su obra ha sido objeto de críticas, por su "hostilidad arraigada" contra el Islam. Su trabajo ha sido tratado con desdén por los investigadores principales, por su mala gestión de los datos de base y el activismo político, mientras que ha sido condenado como expresiones de odio por grupos de derechos árabe-estadounidenses, en contra de la libertad de expresión.

## Biografía
En 1986, recibió un máster por el Departamento de Estudios Religiosos de la Universidad de Carolina del Norte en Chapel Hill, con su tesis sobre la historia del catolicismo.

## Puntos de vista
Spencer considera que "el Islam tradicional contiene elementos violentos y de supremacía," y que "sus diferentes escuelas por unanimidad enseñan a la guerra en contra y la subyugación de los no creyentes." Él llama a los musulmanes a seguir una interpretación del Islam que rechaza la violencia y la supremacía. A pesar de que cree que el islam tiene elementos violentos en sus enseñanzas tradicionales, rechaza la idea de que todos los musulmanes deben ser necesariamente personas violentas como un malentendido de su posición. Afirma que "el Islam no es un monolito, y nunca he dicho cualquier cosa escrita que caracteriza a todos los musulmanes como terroristas o de atención a la violencia. Yo no hago más que llamar la atención sobre las raíces y los objetivos de la violencia jihad. Cualquier musulmán que renuncie a la jihad violenta y dhimmitud es bienvenido a unirse a nuestros esfuerzos anti-yihadistas. Cualquier odio en mis libros proviene de fuentes musulmanas cito, no de mí. Gritos de "odio" y la "intolerancia" son efectivamente utilizados por los grupos de defensa musulmana americana para tratar de sofocar el debate sobre la amenaza terrorista."
Spencer ha expresado fuertes críticas del Consejo de Relaciones Americano-Islámicas, así como muchos otros grupos de defensa musulmana, en particular en relación con sus presuntos vínculos estrechos con las organizaciones yihadistas como la Hermandad Musulmana y su empleo de varios musulmanes que fueron más tarde condenado por cargos relacionados con el terrorismo.
Spencer dice que entre los musulmanes moderados "hay algunos que realmente están tratando de formular una teoría y práctica del Islam que permita la coexistencia pacífica con los no creyentes de igual a igual", aunque también sostiene que muchos llamados reformistas no están interesados en una verdadera reforma, en lugar con el objetivo de desviar el escrutinio del Islam. Spencer considera que cualquier persona que ejerza su llamada para las reformas se enfrentará a una tarea difícil, porque "los radicales tienen realmente una base más sólida teórica, teológica y jurídica dentro del Islam que los moderados no."
En marzo de 2010, Spencer hizo suya la extrema derecha nacionalista Liga de Defensa Inglesa (EDL) y afirma que "El EDL se enfrenta a los matones violentos tanto por la izquierda y las comunidades islámicas en Gran Bretaña cada vez más firme, y merecen el apoyo de todas las personas libres".

## Impacto de sus obras

### Apoyo
Los que tienen una visión positiva de las obras de Spencer son Daniel Pipes, Frank Gaffney, Ann Coulter, Steven Emerson, Phares, Walid, R. James Woolsey, Jr., David G. Dalin y Bat Ye'or.
Ibn Warraq ha sugerido que Spencer "dice la verdad que muy pocos en los EE.UU. o Europa desean a cara". Michelle Malkin sugiere que Spencer "dice verdades acerca de los yihadistas que nadie más se atreve a decir". Dennis Prager ha dicho que el sitio web de Spencer, JihadWatch, "es uno de los sitios Web más honrados que yo sepa sobre jihad en el mundo de hoy".
Daniel Pipes ha dicho de Spencer que aunque tienen "diferentes énfasis - que trata más con las Escrituras, yo más con la historia - no tenemos desacuerdos." También ha respaldado los libros de Spencer La verdad sobre Mahoma y los soldados musulmanes Adelante. De Stealth Spencer Jihad, Pipes escribió: "Con su firma de investigación, la precisión y audacia, Robert Spencer ha escrito un estudio pionero de la jihad 'cuya ambición y la sutileza en peligro la continuidad de la civilización occidental."
R. James Woolsey Jr., dijo que de Stealth Jihad "Robert Spencer hace un caso sólido que la mayor amenaza a nuestra forma de vida no proviene únicamente de los islamistas radicales que abrazan la violencia y el terrorismo. También viene de aquellos que no aceptan que tienen que vivir lado a lado en un pie de igualdad con los de otras religiones en una sociedad civil y que en lugar de trabajar en múltiples formas a la obtención de una posición especial para el Islam en nuestra sociedad y, en última instancia, a la teocracia."

## Críticas
Karen Armstrong escribió en su reseña del libro de Spencer que él escribe en el odio, la deliberada manipulación de pruebas para apoyar su tesis.
El ex primer ministro pakistaní Benazir Bhutto llama Spencer un intelectual "radical" y lo acusó de "falsamente la construcción de una brecha entre el Islam y Occidente". En cuanto a JihadWatch blog de Spencer, dijo que utiliza la Internet para difundir desinformación y el odio del Islam y presenta una "historia sesgada, unilateral e inflamatorios que sólo contribuye a sembrar la semilla de un conflicto de civilizaciones."
Dinesh D'Souza sugiere que Spencer resta importancia a los pasajes del Corán que instan la paz y buena voluntad para llegar a opiniones de un solo lado. También sostiene que Spencer se aplica un estándar moral de los imperios musulmanes que no podría haber sido alcanzado por ningún imperio europeo. Robert D. califica el trabajo de Spencer como "superficialmente erudito, a veces invirtiendo verdaderas enseñanzas del Islam", omitiendo el contexto o uso de fuentes no fiables.
M. Louay Safi, Jalil Mohammed y Ernst Carl afirman que Spencer es un "islamófobo" que apoya a través de ideas preconcebidas sesgo de selección, sino que sugieren, "que no tiene formación académica en estudios islámicos en absoluto, su maestría fue en el ámbito del cristianismo primitivo". Ellos se han opuesto a lo que describen como el método de Spencer de tomar una posición que consideren radical (sobre la apostasía, mujeres, etc) y, a continuación de atributos que la posición a todos los del Islam, en lugar de situarla dentro de los debates en curso.
Entre otros individuos y grupos que han criticado a Spencer como erudito y son periodistas o intolerante Cathy jóvenes y Stephen Schwartz (periodista), Profesor Khalil Mohammed, y varias organizaciones como El Council on American-Islamic Relations, el Comité Árabe-Estadounidense contra la discriminación y Equidad y Exactitud en la Información.

## Ramificaciones políticas
El 2 de septiembre de 2006, un video llamado "Invitación al Islam" apareció, con una conferencia a cargo de Al Qaeda, Gadahn Adán, que hacía referencia a Robert Spencer y su obra.
El gobierno de Pakistán anunció el 20 de diciembre de 2006 la prohibición del libro de Robert Spencer, La verdad sobre Mahoma, citando "material ofensivo".

### Best sellers
- The Truth About Muhammad: Founder of the World's Most Intolerant Religion, Regnery Press, 2006 (NYT bestseller list – 2006-10-29[7]) ISBN 1-59698-028-1

- The Politically Incorrect Guide to Islam (And the Crusades), Regnery Press, 2005. (NYT bestseller list – 2005-10-16[8]) ISBN 0-89526-013-1

### Otros libros
- Not Peace But a Sword: The Great Chasm Between Christianity and Islam. Catholic Answers. 25 de marzo de 2013. ISBN 978-1938983283.

- Pamela Geller; Robert Spencer (27 de julio de 2010). The Post-American Presidency: The Obama Administration's War on America. Threshold Editions. ISBN 978-1-4391-8930-6.

- The Complete Infidels' Guide to Iran. Regnery Press. 11 de julio de 2016. p. 256. ISBN 978-1621575160.

- The Complete Infidel's Guide to ISIS, Regnery Publishing, Aug. 2015, ISBN 978-1-62157-453-8.

- The Complete Infidels' Guide to the Koran. Regnery Press. 21 de septiembre de 2009. p. 260. ISBN 978-1-59698-104-1.

- Did Muhammad Exist?: An Inquiry Into Islam's Obscure Origins, ISI Books, marzo de 2012. ISBN 978-1-61017-061-1

- Stealth Jihad: How Radical Islam is Subverting America without Guns or Bombs. Regnery Press. 28 de octubre de 2008. ISBN 978-1-59698-556-8.

- Religion of Peace?: Why Christianity Is and Islam Isn't, Regnery Publishing, 2007, ISBN 1-59698-515-1

- The Myth of Islamic Tolerance: How Islamic Law Treats Non-Muslims (editor), Prometheus Books, 2005. ISBN 1-59102-249-5

- Onward Muslim Soldiers: How Jihad Still Threatens America and the West, Regnery Publishing, 2003. ISBN 0-89526-100-6

- Inside Islam: A Guide for Catholics: 100 questions and answers. Ascension Press. 2003. p. 197. ISBN 0-9659228-5-5.

- Islam Unveiled: Disturbing Questions About the World's Fastest Growing Faith. Encounter Books. 25 de octubre de 2002. p. 202. ISBN 1-893554-58-9.

- The Arab Winter Comes to America: The Truth about the War We're In. Regnery Publishing, Incorporated, An Eagle Publishing Company. 14 de abril de 2014. ISBN 978-1-62157-204-6.